# Peněžní převod
Peněžní převod je způsob, jakým lze přesunout danou peněžní částku mezi osobami či institucemi a jejich bankovními účty neboli způsob provedení finanční transakce. Peněžní převod probíhá buď bezhotovostně mezi dvěma účty, nebo složením vstupní částky v hotovosti u bankovní přepážky (hotovostní platba).
Osoba, či instituce podávající příkaz k převodu je označována jako příkazce, zatímco strana přijímající platbu jako příjemce.

## Typy převodů
- žiro (příkaz k úhradě)
- příkaz k inkasu
- šek
- směnka

## Dějiny
Počátky bezhotovostních převodů nalezneme v 19. století, kdy se rozvíjela telegrafní síť. Ta umožnila odeslat částku bezpečně a rychle. Respektive byla odeslána informace o převodu z místa jeho podání na místo určení. Na začátku i na konci tak byla hotovost, peníze ale mohly být vyplaceny krátce poté, co byl na jiném místě stejný obnos složen příkazcem. Samotná platba probíhala následovně: Nejprve příkazce dorazil do banky, nebo na telegrafní úřad, kde podal pokyn k převodu. Zároveň složil příkazce stanovenou částku. Obsluha telegrafu pak odeslala informace do úřadu, kde byl následně příjemci vyplacen daný obnos. Část převodu tak již byla bezhotovostní, protože peníze, které složil příkazce, byly fyzicky převezeny případně až následně.

### Elektronický převod
Elektronické převody jsou zajišťovány prostřednictvím elektronického internetového bankovnictví zajišťovaného bankou klienta.
Předchůdcem tohoto bankovnictví byly služby prostřednictvím elektronických médií v 80. letech 20. století. Služby, které získaly popularitu hlavně koncem 80. let, využívaly terminálu spojeného s klávesnicí a televizní obrazovkou coby monitorem. K připojení k samotné aplikaci elektronického bankovnictví bylo zapotřebí telefonní linky. Online bankovnictví se objevilo poprvé v USA v New Yorku za součinnosti čtyř tamních velkých bank, které nabídly služby pomocí Videotex systému. Úspěch však nebyl velký, tento systém se ujal později pouze ve Francii a to díky dotování telekomunikačními službami. Ve Velké Británii se oblíbenosti těšila odvozenina systému nazvaná Prestel.

## Charakteristika, druhy a metody
Bankovní převod umožněný trvalým příkazem je převodem, kterým je prováděn opakovaně v daných intervalech. Děje se tak automaticky. Příkazce jej proto zadává společně s oprávněním bance jej opakovaně provádět.
Elektronický bankovní převod je způsob převádění peněz bez potřeby použití papírových formulářů, díky čemuž se jedná zpravidla o bezhotovostní styk. Nejužívanějším příkladem elektronického převodu je přímý převod částky peněz mezi dvěma účty. Mezi elektronické převody však lze zařadit i veškeré další úkony probíhající skrze elektronický terminál, například platbu kreditními a debetními kartami, výběr peněz z bankomatu.

### Proces
- První fází převodu je jeho zadání příkazcem včetně všech identifikačních údajů, tak aby banka příkazce mohla převod zahájit.
- Banka příkazce následně odesílá zprávu bance příjemce šifrovanou pomocí daného systému – například SWIFT, nebo Fedwire. Výsledkem je převod peněz dle daných instrukcí zadaných příkazcem.
- Zpráva obsahuje také údaje o zúčtování. Skutečný převod peněz totiž není okamžitý, může trvat hodiny i dny, podle stanoveného data splatnosti.
- Všechny zúčastněné banky musí mezi sebou navzájem mít reciproční účet, nebo musí být částka odeslána do banky s takovým účtem – korespondenční banky – ku prospěchu klienta.

Banky vybírají poplatky za službu jak od příkazce, tak od příjemce. Zpravidla tak činí banka každého z nich – za odeslání peněz banka příkazce a za příjem peněz banka příjemce.

## Peněžní převody v ČR
- Mezibankovní peněžní převody v českých korunách v rámci ČR realizuje Česká národní banka, která provozuje clearingové centrum.
- Mezibankovní peněžní převody vyslané v cizí měně v rámci ČR realizuje banka stejně jako platbu do zahraničí.
- Platby do zahraničí provádí banky prostřednictvím mezinárodních platebních systémů například systémem SWIFT.

## Bankovní převody ve světě

### Německo
V Německu pro převody mezi jednotlivými finančními ústavy existuje několik bezhotovostních převodových sítí, nebo okruhů - německy Gironetze a Girokreise - které jsou rovněž propojeny a zpracovávají platby do zahraničí.
Jedná se o následující sítě:
- síť pro bezhotovostní styk mezi spolkovými centrálními bankami (LZB) zajišťovaná centrální spolkovou bankou Deutschen Bundesbank a centrálními bankami jednotlivých spolkových zemí
- postžirová síť německé poštovní banky Deutschen Postbank AG
- síť komerčních bank spravovaná právě velkými komerčními i regionálními a menšími soukromými bankami
- síť spořitelen spravovaná Deutschen Girozentrale, místními kampeličkami a spořitelnami
- síť okružních bezhotovostních plateb spravovaná družstevními záložnami

Právními ustanovení ohledně převodů peněz v Německu se zabývají § 675–6 německého občanského zákoníku Bürgerliches Gesetzbuch. Finanční ústavy zároveň mají stanovena vlastní pravidla pro převody financí svých klientů.

## Regulace a ceny
V roce 2002 Evropská komise zavedla regulaci poplatků vedoucí k jejich snižování, které si jednotlivé banky mohou účtovat za peněžní převody v eurech mezi jednotlivými členskými státy i v rámci nich. Výsledkem mají být nízké až žádné poplatky za elektronické peněžní převody v rámci Evropské unie.
Roku 2005 se k nařízení o regulaci připojil Island, Lichtenštejnsko a Norsko. Tato regulace má nicméně být nahrazena projektem vytvoření jednotné oblasti pro platby v eurech (SEPA).
Evropská komise v roce 2009 vydala novou regulaci označovanou (EC) No 924/2009 o mezinárodních platbách ve společenství a rušící předchozí regulaci označovanou jako (EC) No 2560/2001. Článek 1 nové regulace stanovuje, že mezinárodní IBAN/BIC platba v rámci prostoru SEPA nesmí stát na poplatcích více než platba vnitrostátní, ovšem pouze za předpokladu, že byla denominována v Eurech (pokud nebyl na národní měnu uplatněn článek 14 zmíněné regulace). Banka příjemce však může účtovat poplatek za případný převod mezi měnami. V souladu s článkem 7 dané regulace vstoupilo však toto pravidlo v platnost až od 1. listopadu 2012.